# Episodi di Studio Battaglia (seconda stagione)
La seconda stagione della serie televisiva Studio Battaglia, composta da 6 episodi, è stata trasmessa in prima visione su Rai 1 dal 19 al 28 marzo 2024 in tre prime serate. Il primo episodio è stato pubblicato in anteprima su Rai Play il 17 marzo 2024.
| nº | Titolo     | Prima TV      |
| -- | ---------- | ------------- |
| 1  | Episodio 1 | 19 marzo 2024 |
| 2  | Episodio 2 | 19 marzo 2024 |
| 3  | Episodio 3 | 26 marzo 2024 |
| 4  | Episodio 4 | 26 marzo 2024 |
| 5  | Episodio 5 | 28 marzo 2024 |
| 6  | Episodio 6 | 28 marzo 2024 |

## Episodio 1
- Diretto da: Simone Spada
- Scritto da: Lisa Nur Sultan

### Trama
La fusione tra lo Studio Battaglia e lo Studio Zander & Associati prosegue, e per agevolare la cosa viene convocato il consulente romano Lorenzo Clemente.
Il professor Bruno Loi è un vispo docente di religione in pensione che si rivolge a Marina e Anna: dopo 50 anni di matrimonio decide di divorziare semplicemente perché vuole cambiare vita, affermando di non averlo potuto fare prima perché insegnava in una scuola privata e perché i suoi nipoti erano ancora piccoli. Tuttavia l'uomo muore cadendo da una scala mentre cerca di potare i rami di una pianta; sua moglie Gianna incontra Marina e Anna mostrando loro il biglietto dove il marito aveva scritto una lista di cose da fare prima di morire (e che l'uomo aveva già mostrato nel loro studio), ma le due non le rivelano che il marito voleva divorziare.
Anna prosegue la sua relazione con Massimo, anche se cerca ancora di far funzionare il matrimonio con Alberto; all’uscita di scuola conosce Michela Fini, una famosa chef-blogger nota a tutti come “Michela in famiglia”, e invita a cena suo figlio su richiesta del proprio. Michela confida ad Anna di volersi separare dal marito Corrado Lopez, che la affianca nei video insieme ai loro due figli, il quale è un manipolatore che controlla e gestisce il fortunato business che hanno creato; tuttavia non se la sente di divorziare perché se crolla l'ideale di famiglia perfetta crollerà anche il resto; oltretutto ha scoperto che il marito l'ha tradita con la babysitter dei figli.
Carla Nobili, che ha da poco acquistato un bel ristorante con i soldi del divorzio da Roberto Parmegiani, chiede a Zander e Marina una consulenza.
Intanto, Viola e Alessandro scoprono di aspettare un bambino. Nina e Leo si lasciano, anche se lui non si rassegna e cerca continuamente di farle cambiare idea. Giorgio supera con successo l'operazione al cuore. Alberto assume come nuova segretaria la volenterosa e determinata Simone Di Giulio.
- Altri interpreti: Marisa Laurito (Gianna Loi), Gigio Morra (Bruno Loi), Giorgia Gentili (Maya Lopez), Gregorio Salvi (Fabio Lopez).
- Ascolti: telespettatori 3 394 000 – share 20,2%.[4]

## Episodio 2
- Diretto da: Simone Spada
- Scritto da: Lisa Nur Sultan, Federico Baccomo

### Trama
Carla chiede aiuto a Marina e Dario perché è bersagliata da insulti online e recensioni false dopo che sui giornali sono state rese pubbliche le cifre del suo assegno di mantenimento. Vengono quindi rintracciati e convocati due haters, un sedicenne e una signora di mezza età, insieme ad alcuni loro parenti. Dopo un confronto, Carla decide di lasciar perdere vedendo che i parenti degli haters sono rimasti molto delusi e mortificati dal loro comportamento, e Marina concorda chiedendo però un accordo affinché si impegnino a cancellare tutti i commenti e a fornire scuse pubbliche.
Massimo chiede ad Anna di non essere solo amanti, le dice di volere una storia seria e far parte della sua vita, ma la donna esita. Alberto intuisce che Anna ha un altro, e glielo fa capire quando la vede con Massimo dopo aver pranzato con la sua segretaria Simone. 
Intanto, Viola perde il bambino che sta aspettando, mentre Nina scopre di essere incinta. Marina rincontra Gianna Loi e, vedendola così depressa per il lutto, le rivela che suo marito stava pensando di divorziare. Anna continua a seguire il caso di Michela Fini, la quale teme Corrado ma non ha il coraggio di lasciarlo; una sera però Michela, mentre il marito è sotto la doccia, ne approfitta per andarsene di casa con i figli grazie all’aiuto di Anna.
- Altri interpreti: Marisa Laurito (Gianna Loi), Laura Caminati (Pina Fragola), Edoardo Schiabolotti (Ugo Savoretti), Giorgia Gentili (Maya Lopez), Desirée Gentili (Sabrina), Gregorio Salvi (Fabio Lopez), Noli Sta Isabel (Evaristo), Andrea Trovato (avvocato Spalenza).
- Ascolti: telespettatori 3 394 000 – share 20,2%.[4]

## Episodio 3
- Diretto da: Simone Spada
- Scritto da: Lisa Nur Sultan

### Trama
Marina è chiamata a difendere il talento musicale Tancredi Valli dal padre, il quale non vuole più passargli gli alimenti ora che, a 33 anni, avrebbe l’età per mantenersi da solo. Il presidente darà ragione al padre, poiché il ragazzo può benissimo iniziare a mantenersi lavorando dato che a parer suo ha realmente le potenzialità per fare il musicista, e quindi dovrebbe mettere a frutto il suo talento considerandolo un lavoro, non un hobby.
Anna continua a lavorare alla separazione di Corrado Lopez e Michela Fini e cerca un accordo con il legale dell'uomo, l’avvocata Santacroce. I giornalisti trovano la nuova casa di Michela e vogliono capire perché si sia allontanata dal marito. Nel frattempo, Corrado manda un messaggio vocale minaccioso alla moglie dicendole che può rovinarla quando vuole.
Anna e Alberto vengono chiamati dalla preside per il comportamento tenuto dalla figlia a scuola. Viola e Alessandro cercano casa. Nina incontra il padre e gli racconta di essere incinta facendolo commuovere. Marina inizia a frequentare Renzo Reverberi, conduttore radiofonico e sua vecchia conoscenza. 
- Altri interpreti: Daniela Scarlatti (avvocata Santacroce), Emiliano Masala (avvocato Sangiuliano), Paolo Spezzaferri (presidente), Sara Bertagna (Maria Valli), Matteo Giacomo Caremoli (Pietro Valli), Giuseppe Conversano (cancelliere sezione), Giorgia Gentili (Maya Lopez), Matteo Micheli (agente immobiliare), Gregorio Salvi (Fabio Lopez), Giuseppe Scoditti (Tancredi Valli).
- Ascolti: telespettatori 3 172 000 – share 17,5%.[5]

## Episodio 4
- Diretto da: Simone Spada
- Scritto da: Lisa Nur Sultan

### Trama
Alberto organizza una festa a sorpresa alla moglie per l’anniversario nel ristorante di Carla Nobili. Quest’ultima propone a Viola di lavorare lì dato che sta cercando lavoro. Durante la serata Zander, ubriaco, racconta alle Battaglia che Lorenzo è stato suo compagno per qualche tempo; Alberto invece osserva con sospetto una discussione tra Massimo e la moglie.  
Nina racconta ad Anna di essere incinta e le chiede consiglio perché vorrebbe crescere da sola il bambino, ma Anna le suggerisce di parlarne con Leo. Le due sorelle tornano ad occuparsi del caso di Raffaella Pisani, la quale non ha potuto diventare madre con gli embrioni congelati: la giornalista vorrebbe adottare un bambino con delle problematiche e ottiene il via libera dalla giudice Bellinzona. Viola inizia a lavorare nella cucina del ristorante di Carla e si scontra subito con lo chef che le rinfaccia di essere una raccomandata.  
L’avvocata Santacroce riporta ad Anna l’intenzione di chiedere l’affido esclusivo dei figli a Corrado. Anna e Massimo scoprono che l’uomo è in possesso di alcuni filmati compromettenti per la loro assistita; in effetti, Corrado diffonde in rete un video sconvolgendo Michela.
Una sera Alberto, dopo aver capito che è Massimo l’amante di Anna, lo segue fino a casa e irrompe nel suo appartamento tirandogli un pugno. Poco dopo arriva anche Anna che rimane spiazzata quando vede il marito.
- Altri interpreti: Diane Fleri (Raffaella Pisani), Daniela Scarlatti (avvocata Santacroce), Roberta Procida (Irene Magri), Simone Colombari (chef Casarani), Anna Attademo (giudice Bellinzona).
- Ascolti: telespettatori 3 172 000 – share 17,5%.[5]

## Episodio 5
- Diretto da: Simone Spada
- Scritto da: Lisa Nur Sultan

### Trama
Anna e Massimo tornano al lavoro come se niente fosse: lei si deve occupare di rincuorare Michela Fini dopo il colpo subìto con il video diventato virale in cui a una festa in casa lei è ubriaca e prende in giro i follower, mentre lui ha un livido sotto l'occhio ma sembra soddisfatto perché così loro due sono usciti allo scoperto. Michela confida ad Anna che nel periodo in cui è stato girato il video prendeva ansiolitici e antidepressivi per gestire un forte esaurimento, e quella sera aveva anche bevuto alcool dopo un litigio col marito; nessuno le aveva impedito di bere anche perché nessuno sapeva che assumeva pillole, siccome Corrado riteneva che nemmeno lo staff dovesse esserne al corrente, così da mantenere l'immagine di famiglia felice.
I due si occupano anche di difendere una ragazza dall'accusa di bigamia rivoltale dal marito, difeso da Barbara Beccaria, la ex moglie di Massimo: alcuni anni prima a Las Vegas la ragazza si era sposata con un prestigiatore pensando erroneamente che ciò non avesse valore legale e che fosse solo "un gioco da turisti", mentre il neo-marito afferma di non fidarsi più di lei perché non gliene ha parlato; si scopre però che il loro matrionio è valido in quanto il prestigiatore aveva già fatto annullare il matrimonio tre anni prima per sposarsi con una croupier.
Alberto torna a casa seppur deluso dalla moglie, la quale cerca di discolparsi, e le fa capire che dovranno dire ai figli che tra di loro è finita. In clinica, Giorgio riceve la visita di Leo e si fa scappare che la figlia è incinta. Marina riceve un premio alla carriera, e al termine della cerimonia Leo affronta a muso duro Nina per averle nascosto la gravidanza.
- Altri interpreti: Emiliano Masala (avvocato Sangiuliano), Daniela Scarlatti (avvocata Santacroce), Simone Colombari (chef Casarani), Daniela Virgilio (avvocata Barbara Beccaria), Katia Greco (signora Massa), Caterina Bellezza (signora Gloria), Giorgia Gentili (Maya Lopez), Francesco Meola (Mirko Bonfanti), Gregorio Salvi (Fabio Lopez), Andrea Trovato (avvocato Spalenza).

- Ascolti: telespettatori 3 386 000 – share 20,2%.[6]

## Episodio 6
- Diretto da: Simone Spada
- Scritto da: Lisa Nur Sultan

### Trama
Anna e Alberto trascorrono un ultimo weekend insieme fuori. Quando lei decide di rivelargli che la sera prima del loro matrimonio era andata a letto con Massimo, lui le risponde che lo sapeva ma che aveva deciso che, se lei si fosse presentata in comune, non ci avrebbe più pensato: i due prendono atto che il loro rapporto è ormai irrimediabilmente compromesso e ribadiscono quindi la volontà di separarsi, annunciando poi la decisione ai figli.
Su suggerimento della giornalista Irene Magri, Anna e Massimo incontrano Tania, la babysitter dei figli di Michela, la quale racconta di essere stata continuamente molestata da Corrado, e così le chiedono di denunciarlo o di testimoniare contro di lui. Mentre Anna si trova a casa di Michela per aggiornarla, Tania accusa Corrado in un post, e lui cerca di correre ai ripari fornendo la propria versione ai suoi followers.
Nina comunica a Leo di voler tenere il figlio, ma aggiunge che non vuole riprendere la relazione. Viola si scontra nuovamente con lo chef mentre sta lavorando. Si scopre che uno degli haters di Carla Nobili che si nascondeva dietro un profilo falso è proprio lo chef del suo ristorante, innervosito perché giudica la gestione di Carla del ristorante uno "sfizio per signore ricche" per passare il tempo senza vere capacità gestionali, e lei lo allontana dopo aver precisato che invece è proprio merito suo se il ristorante è stato salvato dal fallimento della precedente gestione.
Irene scopre che Corrado aveva allungato le mani pure su una stagista dell'ufficio stampa e sulla parrucchiera della moglie, e così Anna e Massimo mettono l'uomo alle strette; l'avvocata Santacroce è spiazzata e decide di abbandonarlo rinunciando alla sua difesa. Carla propone a Michela di lavorare nella sua cucina. Zander affronta Marina e, anziché spingerla a lasciare lo studio come da previsioni, le chiede di restare.
Anna riferisce a Massimo che lei e Alberto hanno deciso di separarsi, ma che, per il momento, ha bisogno di stare da sola; in risposta lui annuncia che lascerà lo studio e i due si salutano abbracciandosi per un'ultima volta. A casa Battaglia, prima di cena, Viola e Alessandro annunciano di aver trovato casa e tutti i presenti, parenti e amici di famiglia, sono felici; Anna e Alberto tranquillizzano i figli sul fatto che resteranno comunque una famiglia. Nel frattempo, Massimo accompagna a una serata Raffaella Pisani, incontrata per caso in Piazza Duomo.
- Altri interpreti: Diane Fleri (Raffaella Pisani), Daniela Scarlatti (avvocata Santacroce), Simone Colombari (chef Casarani), Mara Di Maio (?), Gaia Bavaro (Tania), Giorgia Gentili (Maya Lopez), Desirée Giorgietti (Sabrina), Gregorio Salvi (Fabio Lopez), Ugo Savoretti (Edoardo Chiabolotti).
- Ascolti: telespettatori 3 386 000 – share 20,2%.[6]